# Belåningsgrad
Belåningsgrad er den udstrækning, i hvilken en ejendom (f.eks. hus) er belånt.

## Eksempel
Ejendom til 1.000.000 DKK, lån i ejendommen for 800.000 DKK. Belåningsgraden er 80%.